# Liste der Ständigen Vertreter Frankreichs bei den Vereinten Nationen
Dies ist eine Liste der Ständigen Vertreter Frankreichs bei den Vereinten Nationen in New York, Genf und Wien.

## Ständige Vertreter

### Ständige Vertreter in New York

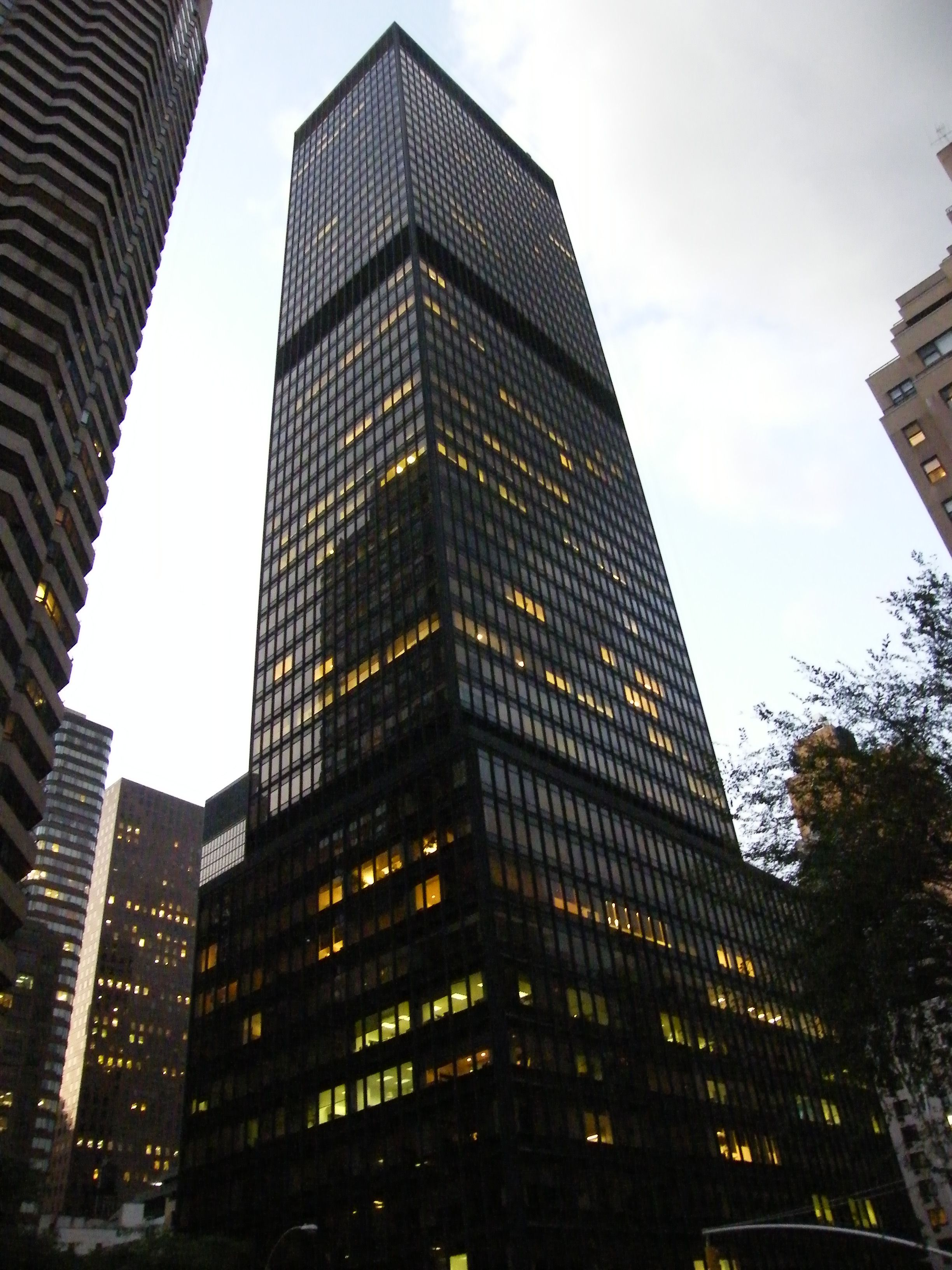
Sitz der Ständigen Vertretung Frankreichs bei den Vereinten Nationen in New York im One Dag Hammarskjöld Plaza, 885 Second Avenue, New York

| Ständiger Vertreter             | Amtsantritt | Amtsende | Präsident der Französischen Republik            | Generalsekretär der Vereinten Nationen           |
| ------------------------------- | ----------- | -------- | ----------------------------------------------- | ------------------------------------------------ |
| Nicolas de Rivière              | 2019        | –        | Emmanuel Macron                                 | António Guterres                                 |
| François Delattre               | 2014        | 2019     | François Hollande                               | Ban Ki-moon                                      |
| Gérard Araud                    | 2009        | 2014     | Nicolas Sarkozy u. François Hollande            | Ban Ki-moon                                      |
| Jean-Maurice Ripert             | 2007        | 2009     | Nicolas Sarkozy                                 | Ban Ki-moon                                      |
| Jean-Marc de La Sablière        | 2002        | 2007     | Jacques Chirac                                  | Kofi Annan u. Ban Ki-moon                        |
| Jean-David Levitte              | 1999        | 2002     | Jacques Chirac                                  | Kofi Annan                                       |
| Alain Dejammet                  | 1995        | 1999     | Jacques Chirac                                  | Boutros Boutros-Ghali u. Kofi Annan              |
| Jean-Bernard Mérimée            | 1991        | 1995     | François Mitterrand u. Jacques Chirac           | Javier Pérez de Cuéllar u. Boutros Boutros-Ghali |
| Pierre-Louis Blanc              | 1987        | 1991     | François Mitterrand                             | Javier Pérez de Cuéllar                          |
| Claude de Kémoularia            | 1984        | 1987     | François Mitterrand                             | Javier Pérez de Cuéllar                          |
| Luc de La Barre de Nanteuil     | 1981        | 1984     | François Mitterrand                             | Javier Pérez de Cuéllar                          |
| Jacques Leprette                | 1976        | 1981     | Valéry Giscard d’Estaing u. François Mitterrand | Kurt Waldheim                                    |
| Louis de Guiringaud             | 1972        | 1976     | Georges Pompidou u. Valéry Giscard d’Estaing    | Kurt Waldheim                                    |
| Jacques Kosciusko-Morizet       | 1970        | 1972     | Georges Pompidou                                | U Thant u. Kurt Waldheim                         |
| Armand Bérard (zweite Amtszeit) | 1967        | 1970     | Charles de Gaulle                               | U Thant                                          |
| Roger Seydoux de Clausonne      | 1962        | 1967     | Charles de Gaulle                               | U Thant                                          |
| Armand Bérard (erste Amtszeit)  | 1959        | 1962     | Charles de Gaulle                               | Dag Hammarskjöld u. U Thant                      |
| Guillaume Georges-Picot         | 1956        | 1959     | René Coty u. Charles de Gaulle                  | Dag Hammarskjöld                                 |
| Bernard Cornut-Gentille         | 1956        | 1956     | René Coty                                       | Dag Hammarskjöld                                 |
| Hervé Alphand                   | 1955        | 1956     | René Coty                                       | Dag Hammarskjöld                                 |
| Henri Hoppenot                  | 1952        | 1955     | Vincent Auriol u. René Coty                     | Trygve Lie u. Dag Hammarskjöld                   |
| Jean Chauvel                    | 1949        | 1952     | Vincent Auriol                                  | Trygve Lie                                       |
| Alexandre Parodi                | 1946        | 1949     | Léon Blum u. Vincent Auriol                     | Trygve Lie                                       |

### Ständige Vertreter in Genf
| Ständiger Vertreter                      | Amtsantritt | Amtsende |
| ---------------------------------------- | ----------- | -------- |
| Elisabeth Laurin                         | 2016        |          |
| Nicolas Niemtchinow                      | 2012        | 2016     |
| Jean-Baptiste Mattei                     | 2007        | 2012     |
| Jean-Maurice Ripert                      | 2005        | 2007     |
| Bernard Kessedjian                       | 2001        | 2005     |
| Philippe Petit                           | 1998        | 2001     |
| Daniel Bernard                           | 1995        | 1998     |
| Michel de Bonnecorse Benault de Lubières | 1993        | 1995     |
| Bernard Miyet                            | 1991        | 1993     |
| Jean-David Levitte                       | 1988        | 1991     |
| Xavier du Cauzé de Nazelle               | 1986        | 1988     |
| Yves Pagniez                             | 1985        | 1986     |
| Robert de Souza                          | 1981        | 1985     |
| Stéphane Hessel                          | 1977        | 1981     |
| Jean Fernand-Laurent                     | 1970        | 1977     |
| Bernard Guillier de Chalvron             | 1967        | 1970     |

Siehe auch:
- Liste der ständigen Vertreter bei den Vereinten Nationen in Genf

### Ständige Vertreter in Wien

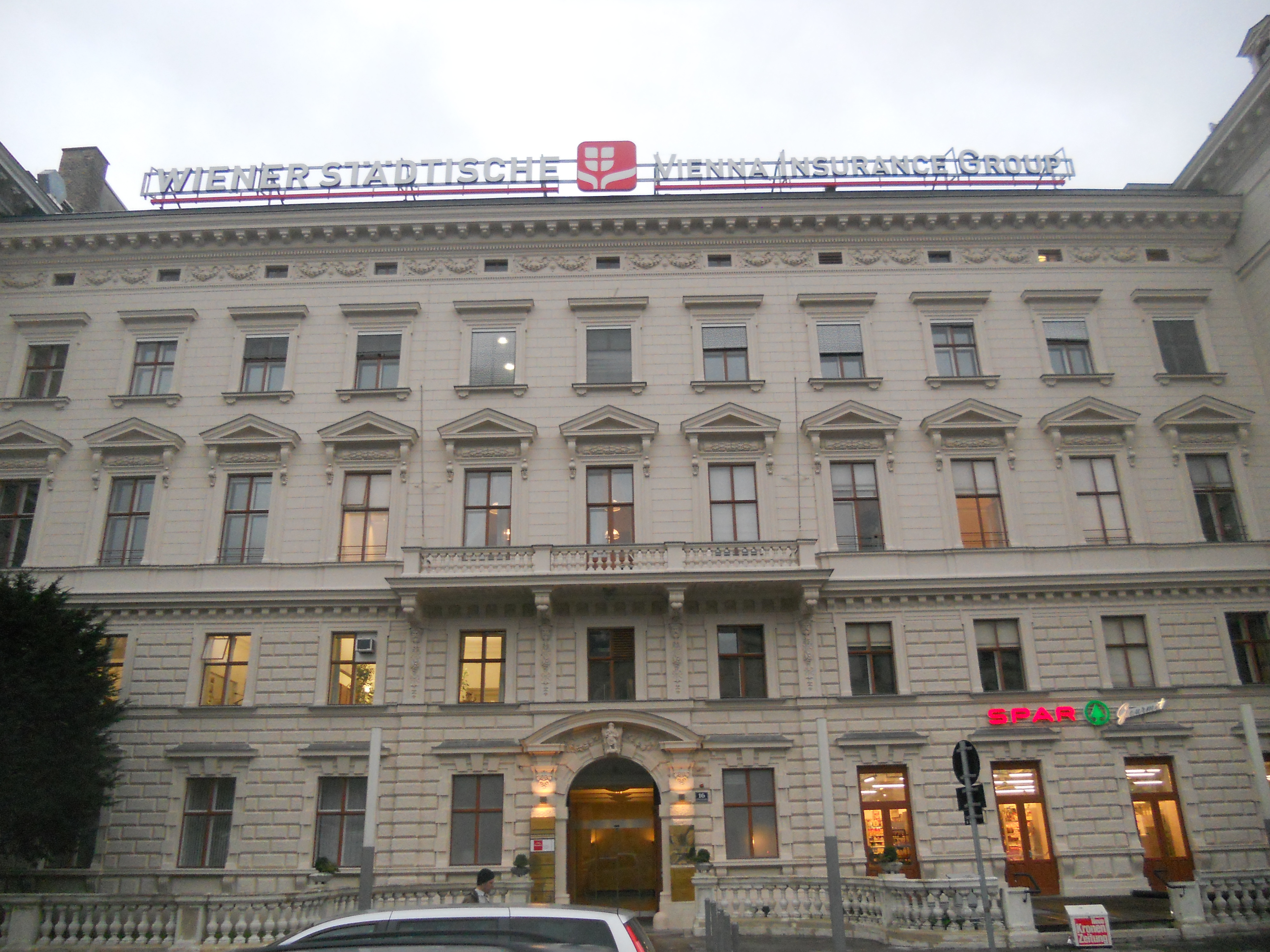
Sitz der Ständigen Vertretung Frankreichs bei den Vereinten Nationen in Wien im Palais Schwarzenbergplatz Nr. 16, Wien

| Ständiger Vertreter      | Amtsantritt | Amtsende |
| ------------------------ | ----------- | -------- |
| Delphine Hournau-Pouëzat | 2022        | 2026     |
| Xavier Sticker           | 2019        | 2022     |
| Jean-Louis Falconi       | 2016        | 2019     |
| Marion Paradas           | 2012        | 2016     |
| Florence Mangin          | 2009        | 2012     |
| François-Xavier Deniau   | 2005        | 2009     |
| Patrick Villemur         | 2002        | 2005     |
| Bérengère Quincy         | 1998        | 2002     |
| Jean-Michel Dasque       | 1994        | 1998     |
| Marcel Trémeau           | 1990        | 1994     |
| André Baeyens            | 1985        | 1990     |
| Albert Thabault          | 1982        | 1985     |
| William de Peyster       | 1979        | 1982     |
| Albert Thabault          | 1982        | 1985     |
| André Baeyens            | 1985        | 1990     |